# Eucalyptus chloroclada
Gommier de Baradine, Gommier rouge, Gommier sale
Espèce
Synonymes
- Eucalyptus dealbata var. chloroclada Blakely[2] [1]

Statut de conservation UICN

NT : Quasi menacé
Eucalyptus chloroclada, communément appelé Gommier de Baradine, Gommier rouge ou Gommier sale, Baradine red gum en anglais, est une espèce de plantes à fleurs de la famille des Myrtaceae. C'est un arbres de taille petite à moyenne, endémique à l'Est de l'Australie. En général, il possède une écorce fibreuse à floconneuse sur le tronc et une écorce lisse au-dessus, des feuilles adultes en forme de lance, des boutons floraux par groupes de sept, des fleurs blanches et des fruits hémisphériques.